# Српске странке у Црној Гори
Српске странке у Црној Гори су политичке странке које су програмски дефинисане као националне странке српског народа у Црној Гори. Основно идентитетско обиљежје српских странака у Црној Гори огледа се у досљедном истицању српске националне одреднице у њиховим страначким називима. Иако се у програмском смислу разликују по својим идеолошким усмјерењима и ставовима према појединим политичким и друштвеним питањима, српске странке у Црној Гори имају заједничке циљеве у области националне политике и на том пољу се залажу за заштиту права и интереса српског народа у Црној Гори.
Након доношења новог Устава Црне Горе из 2007. године, који није подржала ни једна српска странка, заједничка борба је фокусирана на четири кључна циља: признавање конститутивности и пуне равноправности српског народа у Црној Гори, признавање службеног статуса и пуне равноправности српског језика у Црној Гори, подршка опстанку Српске православне цркве у Црној Гори и одбрана српске историјске и културне баштине од форсиране црногоризације, која се у Црној Гори спроводи у свим областима друштвеног живота.
Српске странке у Црној Гори још увијек немају заједничку организацију, па чак ни заједнички форум консултативног типа, тако да у цјелокупној политичкој историји српског народа у Црној Гори никада није одржан ни један општи састанак или сабор свих странака са српским националним предзнаком у тој држави, нити је поводом било ког политичког питања икада био сачињен било какав заједнички документ или декларација.
Српске странке у Црној Гори не треба поистовећивати са сродним просрпским странкама, које програмски нису дефинисане као српске националне странке, али имају позитиван став према српском народу у Црној Гори. Насупрот српским и просрпским странкама стоје разне несрпске странке, међу којима посебну групу чине антисрпске странке у Црној Гори, чија је дјелатност уперена против интереса српског народа у тој држави.

## Историја
Непосредно након озваничења вишестраначког система у Црној Гори средином 1990. године, отпочео је процес диобе српског гласачког тијела између четири опције: један дио Срба је гласао за странке са српским националним предзнаком, други дио је гласао за поједине странке које су биле просрпски оријентисане, трећи дио је гласао за грађанске странке са неутралним ставом према националном питању, док је четврти дио (поводећи се за личним интересима) гласао за странке које су водиле отворену или прикривену антисрпску политику. Склоност знатног дијела Срба у Црној Гори да гласају за странке које немају српски национални предзнак довела је до вишеструког одливања и расипања српских гласова, што се веома негативно одразило на заступљеност Срба у органима власти и укупни положај српског народа у Црној Гори.
Иако је политичко организовање Срба у Црној Гори започело недуго по увођењу вишестраначког система, прве странке са српским националним предзнаком основане су са значајним закашњењем, пошто је велики дио српског народа у то вријеме вјеровао у наводно просрпско усмјерење разних странака које нису имале српски национални предзнак, а међу којима су највећи дио српских гласова на првим изборима (1990, 1992, 1996) добијале Демократска партија социјалиста Црне Горе и тадашња Народна странка, чија су се антисрпска усмјерења показала тек у раздобљу између 1997. и 2000. године. У исто вријеме, странке са српским националним предзнаком су држане под будним оком владајућег режима, а њихова дјелатност је систематски спутавана путем подстицања и изазивања унутрашњих подјела и међусобних сукоба. Један од најизразитијих примера тадашњег режимског насиља над изборном вољом Срба у Црној Гори догодио се крајем 1995. године, када је режимска већина у Скупштини Црне Горе одузела мандате осморици посланика Српске радикална странке, што је наишло на општу осуду не само у српској јавности, већ и међу несрпским опозиционим странкама и разним друштвеним организацијама које су се бавиле праћењем политичких процеса.
Склоност знатног дијела српских бирача да гласају за разне несрпске и грађанске странке довела је до бројних лоших посљедица, што се у драстичном облику показало 2007. године, приликом доношења новог Устава Црне Горе, када је грађанска странка под називом Покрет за промјене, за коју је на претходним изборима (2006) гласао знатан број српских бирача, прешла на страну режима обезбједивши неопходну већину за усвајање уставних рјешења којима је Србима ускраћен статус конститутивног народа у Црној Гори. Иако је тај чин изазвао бурне реакције у најширој српској јавности, дио српских политичких чинилаца у Црној Гори наставио је да сарађује са странкама које су се у пракси показале као антисрпске, а највећи политички парадокс се догодио у љето 2012. године, када је најснажнија српска странка (Нова српска демократија) формирала коалицију Демократски фронт управо са поменутим Покретом за промјене, који је 2007. године најнепосредније учествовао у обесправљивању српског народа у Црној Гори.
Један од највећих проблема, који оптерећује политички живот Срба у Црној Гори, огледа се у нејединству српских странака, које су упркос бројним покушајима организационог обједињавања остале подијељене, на шта се надовезује и склоност ка честом унутрашњем цијепању. У политичкој пракси се показало да су српске странке у Црној Гори склоније сарадњи са грађанским странкама, но међусобној сарадњи. У савременој политичкој историји Црне Горе никада се није догодио заједнички изборни наступ свих српских странака, на било ком изборном нивоу.

## Активне српске странке у Црној Гори
У садашње странке са српским националним предзнаком спадају, по редоследу оснивања:
- Странка српских радикала (ССР) је бивша парламентарна, а сада ванпарламентарна странка, основана 1992. године, под првобитним називом: Српска радикална странка Црне Горе. Након низа унутрашњих подјела, пререгистровала се почетком 1996. године под називом Српска радикална странка др Војислав Шешељ. Након проглашења независности Црне Горе, поново се пререгистровала крајем 2006. године и од тада дјелује под данашњим називом, као Странка српских радикала. Предсједник странке је Душко Секулић.[14]
- Српска радикална странка (без других додатака у називу) је ванпарламентарна странка, основана почетком 1997. године, издвајањем групе страначких функционера из састава тадашње Српске радикалне странке др Војислав Шешељ. Почевши од 2016. године, странка се придружила коалицији Демократски фронт. Предсједник странке је Илија Дармановић.[15]
- Демократска српска странка (ДСС) је бивша парламентарна, а сада ванпарламентарна странка, основана 2003. године издвајањем из састава СНС. Учествовала је у стварању Народњачке коалиције (2009) и коалиције под називом Српски национални савез (2012). Почевши од 2016. године, придружила се коалицији Демократски фронт. Предсједница странке је Драгица Перовић.[16]
- Нова српска демократија (НСД) је тренутно највећа и једина парламентарна српска странка у Црној Гори. Основана је почетком 2009. године, уједињењем већинског дијела СНС и већинског дијела НСС. У љето 2012. године, укључила се у стварање политичке коалиције под називом Демократски фронт. Предсједник странке је Андрија Мандић.[17]
- Отаџбинска српска странка (ОСС) је ванпарламентарна странка, основана 2009. године. Критиковала је удруживање појединих српских странака са антисрпским чиниоцима у оквиру коалиције Демократски фронт. Предсједник странке је Александар Стаматовић.[18]
- Српска листа (СЛ) је ванпарламентарна странка, основана крајем 2011. године уједињењем Странке српских народњака, Српског клуба и скупине бивших функционера некадашње СНС. Предсједник странке је Добрило Дедеић.[19]

## Угашене српске странке у Црној Гори
У бивше странке са српским националним предзнаком спадају, по редоследу оснивања:
- Српска народна обнова за Црну Гору и Херцеговину (СНО ЦГХ) је бивша ванпарламентарна странка, која је основана током 1991. године, а угасила се након 1996. године. Предсједник странке је био Павле Милић.
- Српска демократска странка Црне Горе (СДС) је бивша ванпарламентарна странка, која је основана почетком 1992. године, а угасила се након 2001. године. Предсједник странке је био Новица Војиновић.
- Српски отаџбински покрет (Црна Гора) (СОП) је бивша ванпарламентарна странка, која је учествовала на изборима 1992. године, а након пар година се ујединила са СРС. Предсједник странке је био Александар Стаматовић.
- Српска радикална странка Црне Горе (1994) (СРС ЦГ) је бивша псеудо-парламентарна странка, основана 1994. године, од стране групе функционера искључених из аутентичне СРСЦГ, који су уз помоћ режима успјели да присвоје страначки назив, а потом и посланичке мандате. Након неуспјеха на изборима који су одржани 1996. године, странка се угасила.[9]
- Странка српског јединства за Црну Гору (ССЈ) је бивша ванпарламентарна странка, која је основана 1994. године, као црногорски огранак централне ССЈ (чији је предсједник био Жељко Ражнатовић Аркан). Учествовала је на изборима 1996. године, у оквиру коалиције под називом Српски савез. Након Арканове подршке Милу Ђукановићу (1997), странка се током наредних година распала и угасила.
- Српска саборна странка (ССС) је бивша ванпарламентарна странка, која је основана 1996. године, а након пар година се прикључила српским радикалима у Црној Гори. Предсједник странке је био Митар Чворовић.[20]
- Српска народна радикална странка Црне Горе (СНРС) је бивша ванпарламентарна странка, која је учествовала на изборима 1998. године, а након пар година се угасила. Предсједник странке је био Милика Дачевић.
- Српска народна странка (СНС) је бивша парламентарна, а уједно и најзначајнија српска странка у Црној Гори, која је основана 1998. године. Настала је издвајањем српског крила из Народне странке. Странка је чинила окосницу коалиције под називом Српска листа (2006), која је постигла најбољи изборни резултат у историји политичког организовања српског народа у Црној Гори. Почетком 2009. године, већински дио странке се укључио у стварање Нове српске демократије, а мањи дио је основао Странку српских народњака.[21]
- Српска странка (2000) (СС) је бивша ванпарламентарна странка у Црној Гори. Основана је уочи савезних избора који су одржани у септембру 2000. године, а челник странке је био Аћим Вишњић.
- Странка српских народњака (ССН) је бивша ванпарламентарна странка у Црној Гори. Основана је почетком 2009. године, од мањинског дијела дотадашње СНС. Била је дио политичке коалиције Српска национална листа (2009). Крајем 2011. године, укључила се у стварање нове странке под називом Српска листа. Предсједник странке је био Добрило Дедеић.[22]
- Српски клуб (2009) (СС) је бивша ванпарламентарна странка у Црној Гори. Основана је почетком 2009. године, од дијела чланова дотадашње СНС. Крајем 2011. године, укључила се у стварање нове странке под називом Српска листа. Предсједница странке била је Јованка Матковић.
- Српска странка (2016) (СС) је бивша српска политичка странка у Црној Гори. Основана је почетком 2016. године, а дјеловала је до краја 2018. године, када је колективно приступила Правој Црној Гори. Предсједник странке је био Милован Живковић.[23]